# 28e armée (Japon)
La 28e armée (第28軍, Dai-ni-jū-hachi gun) est une unité de l'armée impériale japonaise, basée en Birmanie durant la Seconde Guerre mondiale.

## Histoire
La 28e armée est créée le 6 janvier 1944 à Rangoun, la capitale de Birmanie, en tant que force de garnison dans l'attente d'une offensive des Alliés pour reprendre le sud du pays. Elle est placée sous le commandement de l'armée régionale japonaise de Birmanie et son quartier-général est d'abord installé à Moulmein. Elle est affectée à la défense de la région côtière de l'État d'Arakan et de l'aval du delta de l'Irrawaddy (en) et est composée de la 55e division à Arakan, de la 54e division en réserve dans le sud de la Birmanie, et de plusieurs unités de garnison comme la 24e brigade mixte à Moulmein.
Les Alliés commencent à attaquer prudemment l'Arakan, les Japonais y ayant remporté une victoire décisive en 1943 après avoir frappé aux flancs et à l'arrière des unités alliées mal formées et épuisées. Le corps principal de la 55e division tente de répéter ce succès en infiltrant les lignes alliées pour attaquer la division indienne de l'arrière, dépassant le quartier-général divisionnaire. Contrairement aux combats de 1943, les troupes alliées sont mieux formées et ne paniquent pas. Les Japonais n'ont pas non plus prévu que les Alliés parachèveraient les approvisionnements vers les unités à l'avant, tandis que les Japonais eux-mêmes ne peuvent pas se procurer des vivres et commencent à mourir de faim.
Bien que les pertes de la bataille d'Admin Box soient à peu près équivalentes pour les deux camps, la 55e division échoue dans sa mission et est forcée de se retirer après avoir subi de lourdes pertes. Les Alliés n'exploitent pas immédiatement leur succès car plusieurs unités ont été retirées pour faire face à une importante offensive japonaise en Inde à la bataille d'Imphal. Ils se retirent même de certains de leurs gains territoriaux qui sont jugés infestés de la malaria et malsains pendant la saison des moussons.
La 28e armée utilise la mousson pour construire la piste An à travers les collines entre le centre la Birmanie et l'Arakan, ce qui facilite l'approvisionnement de leurs troupes. Avec l'aide d'irréguliers arakanais recrutés localement (la « Force de défense d'Arakan ») et de petites unités de l'armée nationale indienne, ils lancent une attaque contre une division ouest-africaine dans la vallée du Kaladan, la forçant à se retirer presque jusqu'à la frontière indienne.
Quand la saison des pluies se termine, les Alliés reprennent leur offensive. L'imminence d'opérations amphibies alliées force la 28e armée à affaiblir ses forces en Arakan et à disperser beaucoup de ses troupes au sud de la Birmanie. À la fin de l'année, elle abandonne la péninsule de Mayu et l'île de Akyab, avec son aérodrome stratégique. Les troupes sont interceptées dans leur retraite par les forces alliées qui ont débarqué de la mer sur la presqu'île de Myebon et subissent de lourdes pertes.
Bien que la 28e armée tient la piste An et la passe reliant le port de Taungup à Prome sur l'Irrawaddy, un régiment est détruit à la bataille de Ramree. Les forces de la 28e armée stationnées dans la vallée inférieure de l'Irrawaddy (72e brigade mixte indépendante) sont défaites près de Yenangyaung.
Devant l'offensive des Alliés en Birmanie centrale, la 28e armée tente de reculer derrière l'Irrawaddy, en connaissant plusieurs batailles sur son chemin. Elle se retrouve finalement piégée dans la chaîne Pegu de collines boisées, entre l'Irrawaddy et la rivière Sittang, et est réduite à environ 20 000 hommes. Rejointe par l'ancienne garnison de Rangoun, elle essaie de sortir pour atteindre le corps principal de l'armée japonaise de Birmanie au sud du pays. La bataille du coude de la Sittang est un désastre. Les Alliés avaient capturé les plans de l'opération et embusqué presque chaque piste que les Japonais utiliseraient. Des centaines d'hommes se noient en essayant de traverser la rivière Sittang en crue, et à l'est de la rivière, des traînards sont attaqués par des guérilleros et des bandits. L'évasion coûte à l'armée japonaise 10 000 hommes, la moitié de sa force.
La 28e armée est dissoute après la reddition du Japon le 15 août 1945.

## Commandement
|                   | Nom                              | De             | À              |
| ----------------- | -------------------------------- | -------------- | -------------- |
| Commandant        | Lieutenant-général Shōzō Sakurai | 7 janvier 1944 | Septembre 1945 |
| Chef d'État-major | Major-général Hideo Iwakuro      | 7 janvier 1944 | Septembre 1945 |